# デイヴィッド・マハング
デイヴィッド・N・マハング（David N. Magang、1938年 -）は、ボツワナの弁護士、実業家、政治家。彼はロンドン大学で教育を受け、ボツワナにおいて民間の弁護士事務所を開業した初のツワナ人となった。与党ボツワナ民主党の議員であったマハングは、1979年から2002年にかけて、東クウェネン準地区にあるレンツウェレタウ選挙区の議会担当相（Minister of Parliament）を務めた。クェット・マシーレ、フェスタス・モハエ両大統領の政権下で、彼は主要な大臣職を歴任しており、具体的には、鉱物資源水利相（Minister of Mineral Resources and Water Affairs、1994年～97年）、労働運輸通信相（Minister of Works, Transport & Communications、1992年～94年、1998年～2001年）が挙げられる。また、1989年から1992年にかけて、マハングはアフリカ開発銀行の頭取も務めていた。政界を引退してからのマハングは、首都ハボローネ郊外にある高級住宅街プハカラネの不動産開発業者として成功を収める。彼は、2008年に自身の成功体験を描いた自伝"The Magic of Perseverance"（忍耐が生んだ奇跡）を著し、物議を醸した。